# آنتیلا
آنتیلا (انگلیسی: Anthylla) یک شهر باستانی در مصر سفلی، در شاخه کانوپوس رود نیل است. بنا بر گفته هرودوت و آثنئیوس، در این شهر اسباب و اثاثیه‌ای را برای ملکه مصر آماده کرده‌اند. بنابر تفسیرهایی که این شهر باستانی زنان بوده‌است.